# Proto-Welt-Sprache

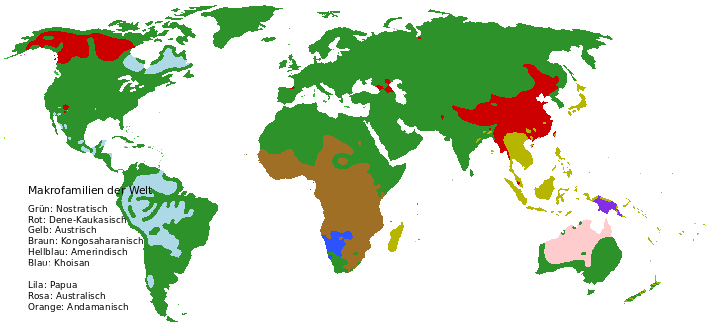
Verbreitungsgebiete der Proto-Welt-Sprachen

Als Proto-Welt-Sprache – auch Proto-World-Sprache, Proto-Sapiens-Sprache, Welt-Ursprache – bezeichnet man eine hypothetische Ursprache aller Sprachen der Menschheit, also eine Sprache, von der alle heute bekannten Sprachfamilien abstammen – auch die isolierten und ausgestorbenen. Deren Existenz wird in der Theorie der Monoglottogenese aller existierenden Sprachen angenommen. Die Existenz einer solchen Ursprache kann historisch, biologisch oder psychologisch begründet werden. Aber auch in der Esoterik, Religion und Mythologie gibt es Aussagen über eine gemeinsame urzeitliche Sprache der gesamten Menschheit (z. B. die Erzählung vom Turmbau zu Babel oder das Konzept der Adamitischen Sprache).

## Einordnung
Die Out-of-Africa-Theorie unterstützt die These einer Ursprache indirekt durch genetische Untersuchungen, nach denen der Homo Sapiens aus einer sehr kleinen Gruppe von Menschen hervorgegangen ist, die sich über die Welt verbreitet hat. Die Wanderungsbewegungen im Zeitraum von vor 70.000 bis 50.000 Jahren geben dabei eine mögliche Zeitspanne an, auf die sich eine Ursprache der Sprachen des Jungpaläolithikums beziehen müsste. Die Entwicklung des Zungenbeins, das eine komplexe Lautbildung unterstützt, ist mit den Funden der Kebara-Höhle belegt, die vor 60.000 Jahren besiedelt wurde.
Belastbare sprachwissenschaftliche Aussagen werden jedoch wegen der enormen Zeitspannen – mindestens 50.000 Jahre – von den meisten Linguisten kaum für möglich gehalten. Daher ist es in der Fachwelt weitgehend unumstritten, dass Aussagen über die Eigenschaften einer Proto-Welt-Sprache nicht als wissenschaftlich relevante Linguistik gelten können, da sie in der Regel nicht belegbar sind. Außerdem ist schon die Hypothese der Monogenese aller Sprachen als solche nicht belegbar. Dennoch gibt es, neben pseudowissenschaftlichen Ansätzen (z. B. Richard Fester), auch wissenschaftlich akzeptierte Versuche der amerikanischen Linguisten Merritt Ruhlen und John D. Bengtson, globale Wortgleichungen (Etymologien) aufzustellen.
Unabhängig von der Frage einer generellen Monogenese der Sprache sind Situationen denkbar, in denen eine völlig neue Sprache unabhängig von bestehenden Sprachen entsteht. Die Gebärdensprache von Nicaragua ist möglicherweise ein Beispiel dafür, wie eine unartikulierte Sprache natürlich unter tauben Kindern hörender Eltern entstanden ist.

## Rekonstruktionen
Merrit Ruhlen versuchte durch massenhaftes Anwenden von Wortvergleichen einige Wörter zu identifizieren, die sich anhand einer globalen Ethymologie in allen Folgesprachen indirekt erhalten haben. In seiner Arbeit von 1994 stellt er dabei eine Liste von 27 Wörtern zusammen.
Umfangreichere Hypothesen ergeben sich erst zum Ende der letzten Kaltzeit vor etwa 11.000 Jahren. Dazu gehört die nostratische Makrofamilie, die sich hypothetisch in der Region des fruchtbaren Halbmonds entwickelt hat. Konkurrierend dazu gibt es die eurasiatische Makrofamilie, die der Cro-Magnon-Mensch weiter nördlich entwickelt haben könnte, und mit deren Ausbreitung die Folgesprachen geprägt wurden. Auch für diese Makrofamilien hält es die Mehrheit der Forscher nicht für möglich, eine Ursprache zu konstruieren. So gibt es hier über reine Wortlisten hinaus keine Einigkeit über den Satzbau. Da jedoch alte germanische Sprachen das Verb hinter das Objekt setzen, und es nur eine Entwicklung gibt, das Verb hinter das Subjekt zu ziehen, wird für die noch älteren Sprachstände angenommen, dass sie die Reihenfolge Subjekt-Objekt-Verb nutzten, ausgenommen den Fall, dass das Subjekt ein Pronomen ist, das ans Verb angehängt wird.
Eine computergestützte phylogenetische Auswertung der Sprachen auf dem eurasiatischen Kontinent, die Sprachen nach ihrer Ähnlichkeit gruppiert, wurde von Gerhard Jäger 2015 publiziert. Die eurasiatische Makrofamilie ist dort kleiner und erscheint direkt nach der Wurzel des Kladogramms mit sechs anderen Gruppen. Nach dieser Sichtweise liegen eine oder mehrere gemeinsame Makrofamilien dieser Sprachen in einem Zeitraum von vor etwa 15.000 Jahren. Als Ursache wird vermutet, dass mit dem letzten Maximum der Eiszeit vor 20.000 Jahren die Populationen auf dem Kontinent stark ausgedünnt wurden und viele vorherige Sprachen verloren gegangen sind.

## Kaspar-Hauser-Versuch
Ziel historischer Kaspar-Hauser-Versuche war oft, der Proto-Welt-Sprache dadurch auf die Spur zu kommen, dass Kinder in völliger Isolation aufgezogen wurden, ohne jemals ein gesprochenes Wort zu vernehmen. Man hegte die Hoffnung, dass sie aus sich heraus eine Sprache entwickeln würden, die der Ursprache ähnelt. Die angeblichen Experimente des Pharaos Psammetich I., des Stauferkaisers Friedrich II. und von Jakob IV. schlugen entweder fehl oder führten zu der Annahme, dass Phrygisch bzw. Hebräisch die Proto-Welt-Sprache gewesen sein könnte.